# Kuarup (gravadora)
A Kuarup é uma gravadora e produtora cultural independente brasileira, fundada em 1977 no Rio de Janeiro e sediada atualmente em São Paulo. Com mais de 45 anos de atuação, é considerada a gravadora independente mais longeva  do Brasil, com foco na produção de fonogramas de alta qualidade, preservação da memória musical e incentivo à cultura nacional.

## História
A Kuarup foi criada em 1977 pelo jornalista Mario de Aratanha e pelo fagotista Airton Barbosa, do Quinteto Villa-Lobos. Logo em seguida, entrou na sociedade a socióloga e artista plástica Janine Houard. Seu objetivo inicial era o de registrar obras fundamentais da música brasileira, em especial as de Heitor Villa-Lobos. O primeiro disco lançado foi Os Choros de Câmara, que deu início a um extenso trabalho fonográfico. 
A gravadora consolidou um catálogo de centenas de títulos, abrangendo música erudita, choro, música caipira, cantoria nordestina, MPB e música instrumental brasileira.  Entre eles, álbuns célebres de artistas como Renato Teixeira, Pena Branca & Xavantinho, Baden Powell, Chico Buarque, Luiz Gonzaga, Paulinho da Viola, Maria Bethânia, Ney Matogrosso, Fagner, Henrique Cazes, Yamandu Costa, Paulo Moura e Arthur Moreira Lima, além da maior coleção de discos gravados com a obra de Villa-Lobos.
Em 2009, a Kuarup foi adquirida pelo jornalista Alcides Ferreira, que transferiu sua sede para São Paulo e iniciou um processo de reestruturação da empresa. A nova fase incluiu a digitalização do acervo, a adoção de um modelo de negócios mais abrangente — envolvendo também produção de audiovisual, de livros e de eventos culturais —, além da modernização de sua atuação no mercado fonográfico. 
A partir de então, álbuns históricos da Kuarup foram relançados ao público brasileiro, incluindo obras de Villa-Lobos e de grandes nomes do choro e da MPB.  Outra iniciativa foi a de apresentar novos talentos, consolidando uma transição entre os clássicos que marcaram a trajetória da gravadora e sua abertura para as próximas gerações de artistas. Desde então, a Kuarup tem se mantido focada na preservação e na divulgação da música brasileira de qualidade, conciliando tradição e inovação em sua linha editorial.

## Projetos Emblemáticos
Entre os projetos mais emblemáticos da Kuarup estão: Cantoria 1 (1984), reunindo quatro cantadores do Nordeste: Elomar, Xangai, Geraldo Azevedo e Vital Farias; e Ao Vivo em Tatuí (1992), com Renato Teixeira e Pena Branca & Xavantinho , disco de ouro do selo.

## Catálogo e artistas
O acervo da Kuarup inclui gravações históricas e obras de referência para a música brasileira. Dentre os principais artistas lançados ou produzidos pela gravadora destacam-se:
- 14 Bis
- Adoniran Barbosa
- Agnaldo Rayol
- Agnaldo Timóteo
- Alaíde Costa
- Alice Caymmi
- Antonio Adolfo
- Antonio Guedes Barbosa
- Antônio Guerra
- Arthur Moreira Lima
- Ayrton Montarroyos
- Baden Powell
- Billy Blanco
- Billynho Blanco
- Caçulinha
- Cartola
- Célia
- Célia & Celma
- Celsinho Silva
- Chico Buarque
- Chico Lobo
- Chico Teixeira
- Cida Moreira
- Clara Sandroni
- Claudette Soares
- Conjunto Época de Ouro
- Daniel
- Dick Farney
- Dino 7 Cordas
- Duo Aduar
- Edy Star
- Élcio Dias & Amorim
- Eliana Pittman
- Eliete Negreiros
- Elomar
- Evinha
- Fagner
- Geraldo Azevedo
- Gilson Peranzzetta
- Graziela Medori
- Guinga
- Hamilton de Holanda
- Heitor Villa-Lobos
- Henrique Cazes
- Heraldo do Monte
- Ivan Lins
- Jackson Antunes
- João Carlos Assis Brasil
- João Pedro Borges
- Joel Nascimento
- Johnny Alf
- Joyce Moreno
- Juraildes da Cruz
- Leandro Carvalho
- Luciana Pires
- Luis Kiari
- Luiz Gonzaga
- Marcel Powell
- Maria Alcina
- Maria Bethânia
- Maria Marcella
- Mário Sève
- Moacyr Franco
- Monarco
- Mônica Salmaso
- Mutinho
- Nelson Gonçalves
- Nelson Sargento
- Ney Matogrosso
- Oswaldinho do Acordeom
- Paulinho da Viola
- Paulo Moura
- Paulo Sérgio Santos
- Pena Branca & Xavantinho
- Quarteto da Amazônia
- Quinteto da Paraíba
- Quinteto Villa-Lobos
- Radamés Gnatalli
- Raphael Rabello
- Renato Teixeira
- Roberta Campos
- Roberto Szidon
- Rolando Boldrin
- Sérgio Santos
- Silverio Pontes
- Sivuca
- Taiguara
- Teca Calazans
- Tuia
- Turibio Santos
- Ubaldo Versolato
- Vander Lee
- Vital Farias
- Wagner Tiso
- Wilson Moreira
- Wilson Simoninha
- Xangai
- Yamandu Costa
- Zé da Velha
- Zé Geraldo
- Zeca Baleiro

## Prêmios e Reconhecimento
A Kuarup recebeu diversas premiações e menções da crítica, incluindo:
| Prêmio        | Projeto                     | Artistas                                                                 | Ano  |
| ------------- | --------------------------- | ------------------------------------------------------------------------ | ---- |
| Grammy Latino | Semente Caipira             | Pena Branca                                                              | 2000 |
| Grammy Latino | Adiós Nonino                | Quarteto da Amazônia                                                     | 2002 |
| Prêmio Sharp  | Villa Violão                | Turibio Santos                                                           | 1988 |
| Prêmio Sharp  | Radamés Gnattali – Retratos | Raphael Rabello, Chiquinho do Acordeon e Orquestra de Cordas Brasileiras | 1992 |
| Prêmio Sharp  | Ao Vivo em Tatuí            | Pena Branca & Xavantinho e Renato Teixeira                               | 1993 |

## Áreas de atuação
Além de sua atividade principal como gravadora, a Kuarup atua em outras frentes da economia criativa:
• Produção de documentários, vídeos institucionais e séries no audiovisual; 
• Edição de livros, incluindo biografias como Hermeto Pascoal: A Música Universal e Taiguara: Som de Liberdade. 
• Organização de eventos culturais, como a produção do Prêmio Grande Otelo da Academia Brasileira de Cinema.
• Distribuição digital de seu acervo em plataformas de streaming.

## Localização
Desde 2013, a sede da Kuarup está localizada no bairro de Pinheiros, em São Paulo. O endereço atual da empresa coincide com a antiga residência do cantor Renato Teixeira, onde ele compôs a música Romaria.